# سيباستيان ماير
سيباستيان ماير (بالألمانية: Sebastian Mayer)‏ هو مجدف ألماني، ولد في 16 يوليو 1973 في ريغنسبورغ في ألمانيا.

## وصلات خارجية
- سيباستيان ماير على موقع الاتحاد الدولي للتجديف (الإنجليزية)
- سيباستيان ماير على موقع اللجنة الأولمبية الدولية (الإنجليزية)
- سيباستيان ماير على موقع أوليمبيديا (الإنجليزية)